# Jane Stephens
Jane Stephens, née le 9 octobre 1879 à Clontarf (Irlande) et morte le 11 décembre 1959 à Londres (Royaume-Uni), est une zoologiste irlandaise. Elle est à son époque connue comme une spécialiste renommée des éponges, dont elle a décrit une quarantaine de nouvelles espèces,. De 1905 à 1920, elle est employée par le muséum d'histoire naturelle de Dublin, travaillant initialement dans le domaine des invertébrés marins. Le naturaliste Robert Lloyd Praeger, témoignant de son travail, affirme que l'essentiel des connaissances que l'on a concernant les éponges marines ou d'eaux douces en Irlande ou au large des cotes irlandaises est le fruit de ses recherches.

## Publications
- 1915 : Atlantic Sponges collected by the Scottish National Antarctic Expedition. Transactions of the Royal Society of Edinburgh 50(2)
- 1915 : Sponges of the Coasts of Ireland. I.- The Triaxonia and part of the Tetraxonida. Fisheries, Ireland Scientific Investigations1914(4): 1-43, pls I-V.

page(s): 32
- 1916 : Preliminary Notice of some Irish Sponges. -The Monaxonellida (Suborder Sigmatomonaxonellida) obtained by the Fisheries Branch of the Department of Agriculture and Technical Instruction, Ireland. Annals and Magazine of Natural History (8) 17(99):232-242.

page(s): 241
- A list of Irish Cœlenterata, including the Ctenophora
- Alcyonarian and Madreporarian corals of the Irish coasts
- Fresh-water Porifera
- Sponges of the coasts of Ireland, 1915-1921

## Genres et espèces décrits
- Atergia
- Atergia corticata
- Callyspongia hospitalis
- Clathria acanthotoxa
- Clathria ditoxa
- Clathria microchela
- Clathria rhaphidotoxa
- Clathria stephensae (Hooper, 1996) (à l'origine Microciona similis)
- Clathria tenuis
- Clathria tenuissima
- Desmacella informis
- Esperiopsis incognita
- Esperiopsis macrosigma
- Geodia atlantica
- Geodia libera
- Geodia littoralis
- Haliclona anonyma
- Haliclona saldanhae
- Hymedesmia helgae
- Hymedesmia hibernica
- Hymedesmia spinosa
- Hymedesmia parva
- Hymeniacidon stylifera
- Iotroata acanthostylifera
- Isodictya alata
- Isodictya multiformis
- Lissodendoryx atlantica
- Polymastia littoralis
- Tedania scotiae